# Kaiser & Dimitri

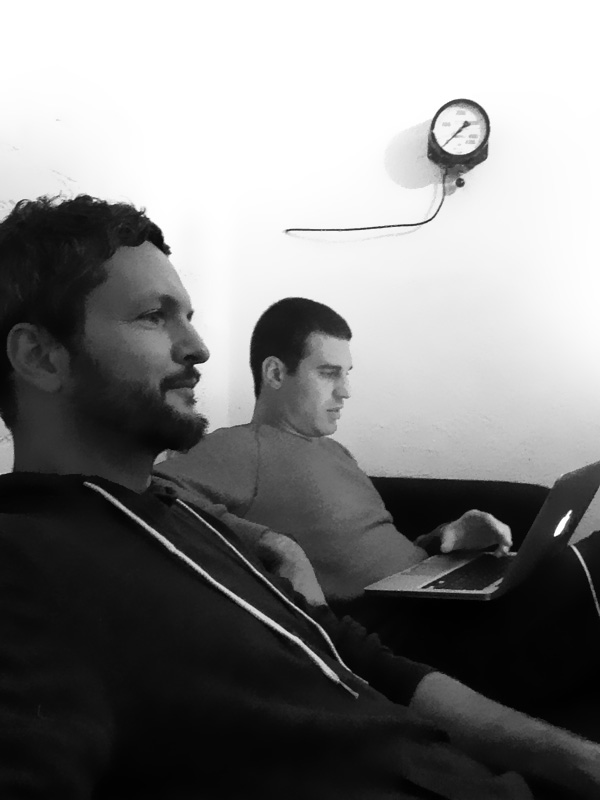
Hobbitz (2013)

Kaiser & Dimitri sind ein Schweizer Rap-Duo aus Bern. Bis im Frühling 2015 waren sie unter dem Namen Hobbitz aktiv.

## Geschichte
Das Berner Trio Kaiser, Dimitri und Spiro gründeten 1996 die Formation Hobbitz. Drei Jahre später veröffentlichten sie ihr erstes Album Bärn Räp Verträter, welches heute zu den Meilensteinen der Schweizer Rapgeschichte gezählt wird. Es folgten mehrere Lieder auf den Compilations Beetown Beatz, More Compilation, Kopfnicker Records, French Connection, Most Compilation und Berne City Allstarz sowie diverse Mixtapes. Nach mehreren Konzerten in der Schweiz und in Deutschland trennte sich die Band 2002. Dimitri war mit diversen Features weiterhin aktiv in der Rap-Szene vertreten, Kaiser und Spiro zogen sich ganz aus dem Musikgeschäft zurück.
Im September 2014, fünfzehn Jahre nach dem Release des ersten Albums haben sich Kaiser und Dimitri wieder zusammengetan und es erschien der Nachfolger Schlicht & Ergrifend.
Im Januar 2017 erschien das dritte Album Patina, welches direkt auf Platz 1 der Schweizer Album-Charts einstieg.

## Namenswechsel
Im April 2015 änderten Hobbitz ihren Namen zu Kaiser & Dimitri. Der Grund war in erster Linie der Bekanntheitsgrad der Trilogien Der Hobbit und Der Herr der Ringe, welche dem breiten Publikum bis dahin relativ unbekannten Namen eine ganz neue Bedeutung gaben.

## Mitglieder
- Kaiser (Kai Reusser, * 7. Februar 1977)
 Kaiser fungiert als Produzent und MC des Duos. Er produzierte zudem im Jahr 2000 Compilation Kaiser präsentiert: Beetown Beetz Vol. 1, auf welcher MCs aus der ganzen Schweiz vertreten sind. Kaiser gewann mit dem von ihm mitgegründeten Musiklabel Beetown Records den Jugendpreis der Burgergemeinde Bern.[4]
- Dimitri (Emmanuel Wiesmann, * 7. September 1979)
 Dimitri ist Rapper und für die Texte verantwortlich. Er war zudem Jurymitglied am renommierten Ultimate MC Battle in Bern und ist als Gast auf Alben von Wurzel 5 oder Bidr aka Raphael Urweider vertreten.

## Diskografie

### Alben
- 1999: Bärn Räp Verträter (Sound Service)
- 2014: Schlicht & Ergrifend (Sound Service)
- 2017: Patina (Sound Service)

### Sonstige Veröffentlichungen
- 2000: Minderwärtigkeitskomplexä (More Compilation)
- 2000: Filmriss feat. Karibik Frank, Tim Xtreme, Gute Frage (Kopfnicker Records)
- 2001: Räp isch guet feat. PVP (Most Compilation)
- 2001: Hmm feat. Black Tiger & Mc Rony (Plattform Vol. 2)
- 2002: Findeskreis feat. Berne City Allstarz (Bern Jam II)
- 2003: Shit für di feat Pit Baccardi (French Connection)
- 2014: Minderwärtigkeitskomplexä (Operation Hope Vol.2)
- 2015: Nid übertribe (Nisl – Oder o nid)
- 2015: Listen Up feat. Pyro & Poet (TReBeats – Strugress)
- 2015: Was dir weit (Kaiser & Dimitri)